# Gertrud Staats
Gertrud Staats (* 21. Februar 1859 in Breslau; † 21. Juni 1938 ebenda) war eine deutsche Malerin.

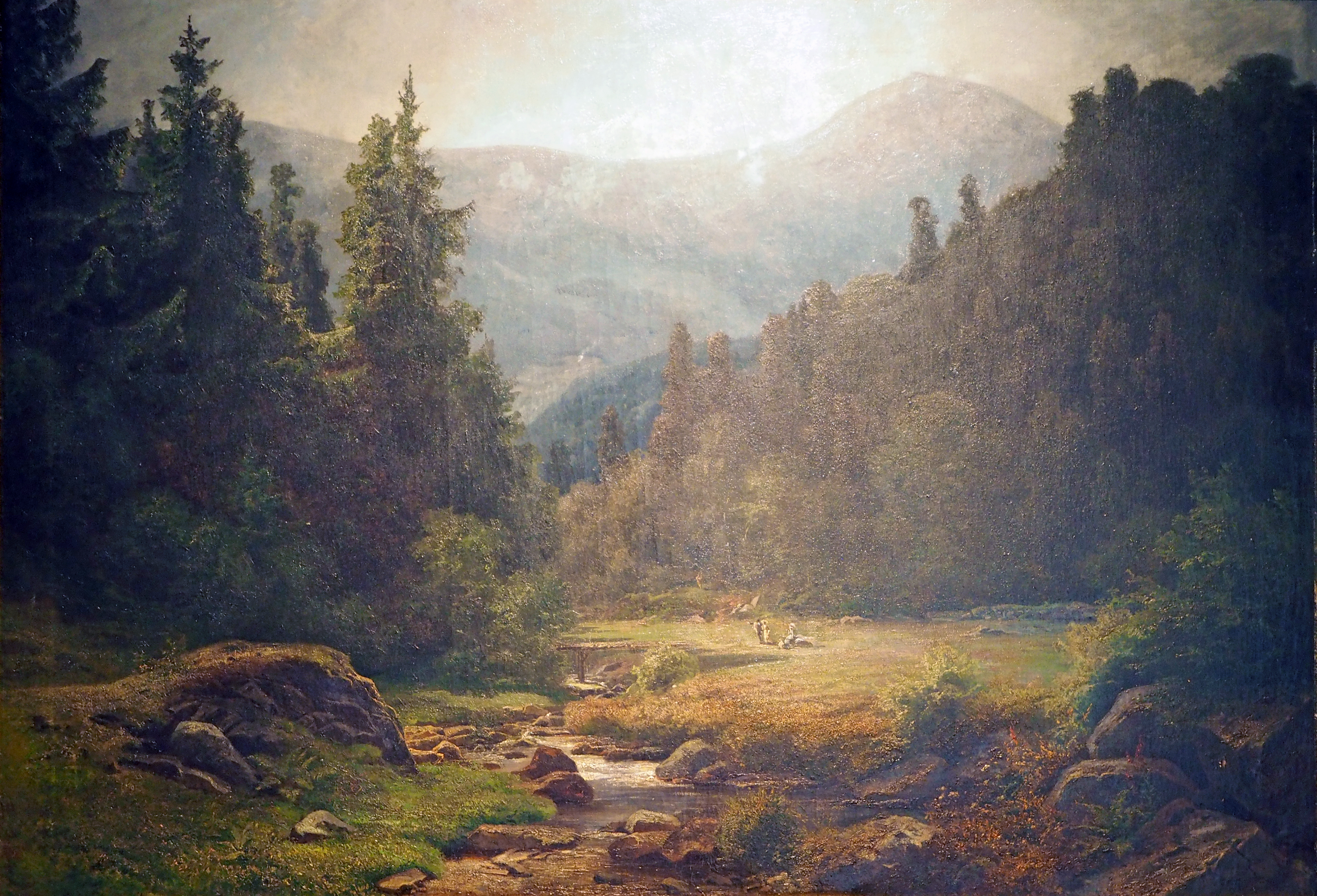
Riesengebirgslandschaft mit Blick zur Schneekoppe

## Werk
Gertrud Staats gehört zu den Hauptvertreterinnen der schlesischen Landschaftsmalerei.
Dabei vollzog sie eine Entwicklung vom akademischen Realismus über Freilichtmalerei und Einflüsse des Jugendstils bis hin zum Protoexpressionismus. Bereits zu Lebzeiten fand sie breite Anerkennung für ihr Werk. Ihr Gemälde Waldesgrund (1892) ist Teil der Dauerausstellung des Kunstmuseums Moritzburg Halle (Saale).

## Leben
Staats war unter anderem Schülerin von Adolf Dressler (1833–1881) in Breslau, Hans Fredrik Gude in Berlin sowie Adolf Hölzel und Ludwig Dill in der Künstlerkolonie Dachau. 